# محمد الصغير غانم
محمد الصغير غانم هو مؤرخ وأكاديمي جزائري، وُلد في بلدة جمورة (التابعة لـولاية بسكرة حاليا) عام 1937 أثناء فترة الإستعمار الفرنسي، وتوفي في 25 فبراير 2018 بمدينة قسنطينة. له إسهامات في دراسة تاريخ الجزائر، خاصة في فترة الاستعمار الفرنسي والمقاومة الشعبية. عُرف بكتبه وأبحاثه حول الهوية الجزائرية وتوثيق الأحداث التاريخية بمصادر دقيقة ومنهج علمي، ودراسة الحضارات القديمة التي ازدهرت في شمال إفريقيا، خاصة في الجزائر.

## سيرته
مارس التدريس الجامعي لأكثر من أربعين عامًا، حيث عمل في جامعتي قسنطينة والجزائر العاصمة. تتلمذ على يديه العديد من الطلبة والباحثين الذين أصبحوا بدورهم جزءًا من المشهد الأكاديمي في الجزائر. اشتهر غانم بنهجه الأكاديمي القائم على التحليل العلمي الدقيق واستخدام المصادر الموثوقة، مما أكسبه تقديرًا واسعًا في الأوساط الأكاديمية.
ركزت كتاباته على دراسة الحضارات القديمة، مثل الحضارة النوميدية والبونية، والتوسع الفينيقي، إلى جانب دراسة المواقع الأثرية والحضارات ما قبل التاريخ في المنطقة.

## مؤلفاته
ألّف حوالي عشرين كتابًا تناولت تاريخ الجزائر وحضاراتها، مع تركيز خاص على منطقة الشرق الجزائري. من بين أبرز مؤلفاته:
- المملكة النوميدية والحضارة البونية[4]
- مواقع وحضارات ما قبل التاريخ في بلاد المغرب القديم[5]
- المجتمع اللوبي في بلاد المغرب القديم (من عصور ما قبل التاريخ إلى بداية العصر المسيحي)
- المعالم الحضارية في الشرق الجزائري: فترة فجر التاريخ
- التوسع الفينيقي في غرب البحر المتوسط[6]
- الملامح الباكرة للفكر الديني الوثني في شمال إفريقيا[7]
- بحوث ودراسات تاريخية مهداة للمرحوم الاستاذ الدكتور محمد صغير غانم[8]
- الفن الزخرفي والكتابة البونية في نصب سيرتا النوميدية[9]
- المقاومة والتاريخ العسكري المغاربي القديم
- النصب البونية - القسنطينية : المحفوظة في متحف اللوفر بفرنسا[10]
- سيرتا النوميدية : النشأة والتطور
- معالم التواجد الفينيقي البوني في الجزائر
- مواقع ومدن أثرية[11]
- نصوص بونية - ليبية مختارة من تاريخ الجزائر القديم
- الجزائر في ما قبل التاريخ[12]

## مقالات
له مقالات نشرت في مجلات متخصصة 
| المحتوى التاريخي للرسوم الصخرية، المعطيات الجغرافية والمناخية       | الأصالة          | أغسطس - 1979  |
| التواجد الفينيقي البوني في الجزائر                                  | الثقافة، الجزائر | ديسمبر - 1981 |
| النقوش الليبية في شمال أفريقيا " المصطلح والرموز الكتابية "         | المورد           | أكتوبر - 1990 |
| بعض من ملامح ثورات التحرير في الجزائر أثناء فترة الاستعمار الروماني | الثقافة، الجزائر | يناير - 1997  |
| العلاقات الفينيقية المغاربية في شمال إفريقيا                        | المؤرخ العربي    | مارس - 2002   |

## وفاته
توفي في 25 فيفري 2018 في قسنطينة عن عمر ناهز 80 سنة